# 山田稔明
山田 稔明（やまだ としあき、1973年12月8日 - ）は、佐賀県出身のシンガーソングライター。バンドGOMES THE HITMANのメンバー（ボーカル＆ギター）。

## 来歴
鳥栖市に生まれ、隣町の基山町で育つ。基山中学校、東明館高校を経て東京外国語大学に進学。1993年春、在学中に音楽サークル内でGOMES THE HITMANを結成。99年にメジャーデビュー。2007年に本格的にソロ活動を開始。坂本真綾や夏木マリらへの楽曲提供、ソロアルバムのリリースなどをおこなっている。

## 人物
音楽界屈指の猫好きでも知られ、自伝的小説『猫と五つ目の季節』、写真絵本『ひなたのねこ』、エッセイ集『猫町ラプソディ』などを出版しているほか、2011年から自身で猫のイラストを描いた「猫カレンダー」を作成しており、10年目を迎えた際には故郷の基山町で展示会を開催している。
また、猫好き、猫を飼ったことがある、猫っぽいと言われたことがあるなど猫と縁の深いアーティストによるコンピレーションアルバム「猫と音楽の蜜月」（2013年）、「猫と音楽の休日」（2015年）に参加しているほか、同じく猫好きな近藤研二と共に保護猫の譲渡会イベントに参加するなどの活動も行っている。

## 出演
- PRIMECATS RADIO（K-mix）